# Evangelisches Gemeindezentrum Paul Schneider

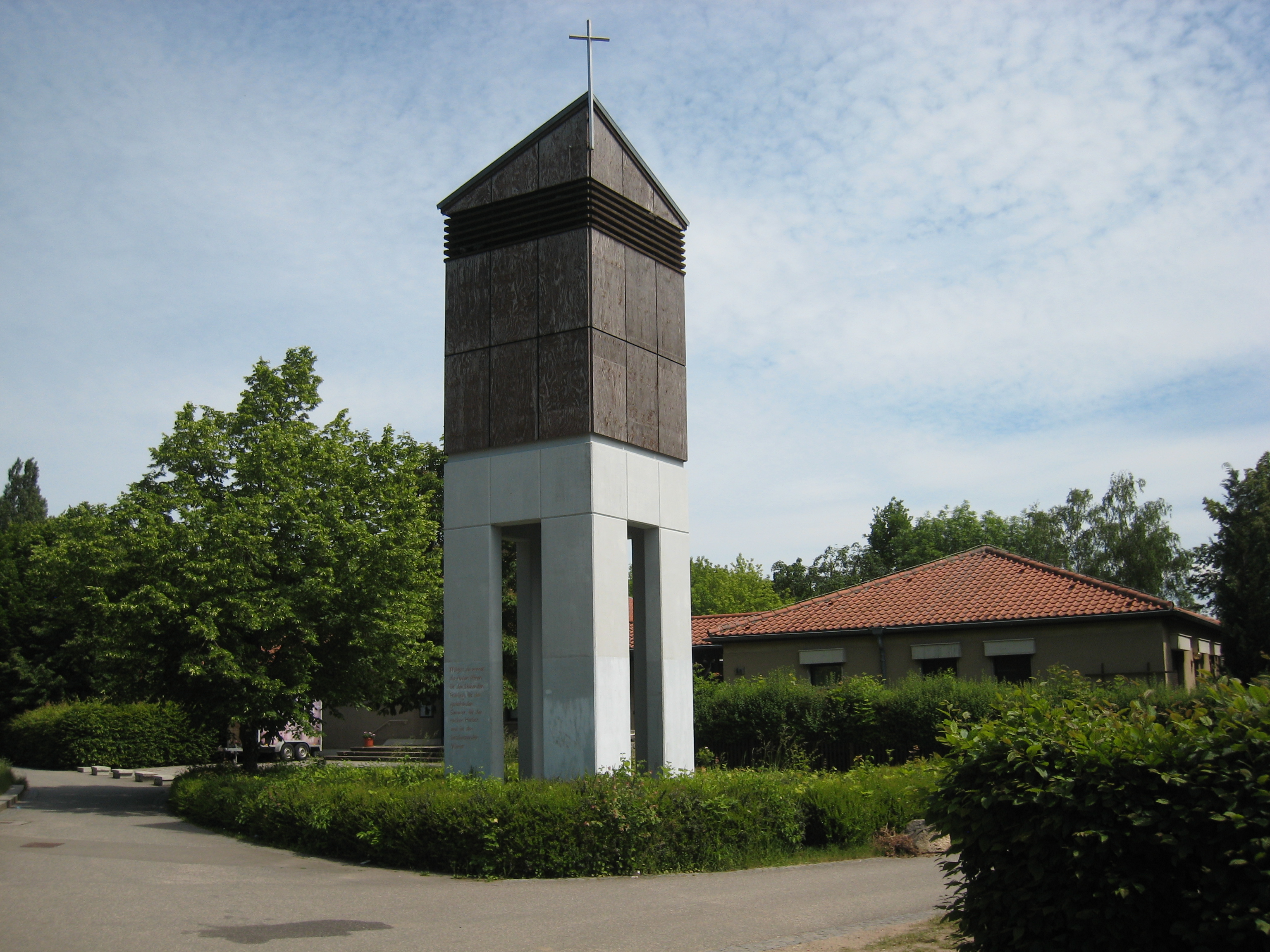
Gemeindezentrum Paul Schneider

Das Evangelische Gemeindezentrum Paul Schneider ist ein Kirchenkomplex in Weimar, Moskauer Straße 1a,  das von der Evangelisch-lutherischen Gemeinde Weimar-West genutzt wird.  Es wurde nach Paul Schneider, dem „Prediger vom Buchenwald“, benannt.

## Geschichte

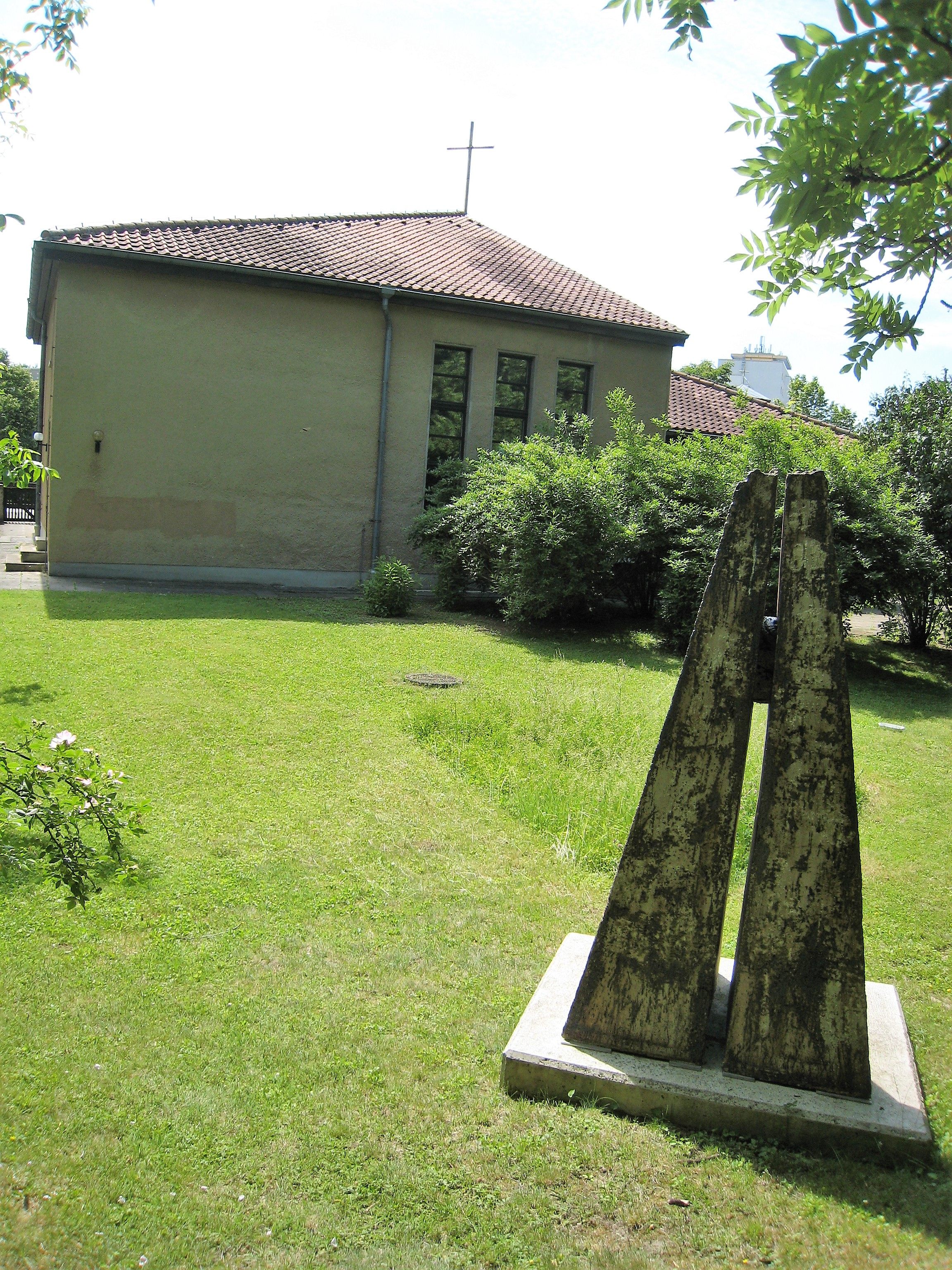
Pfarrgarten mit der Skulptur Du siehst mich von Reinhard Keitel

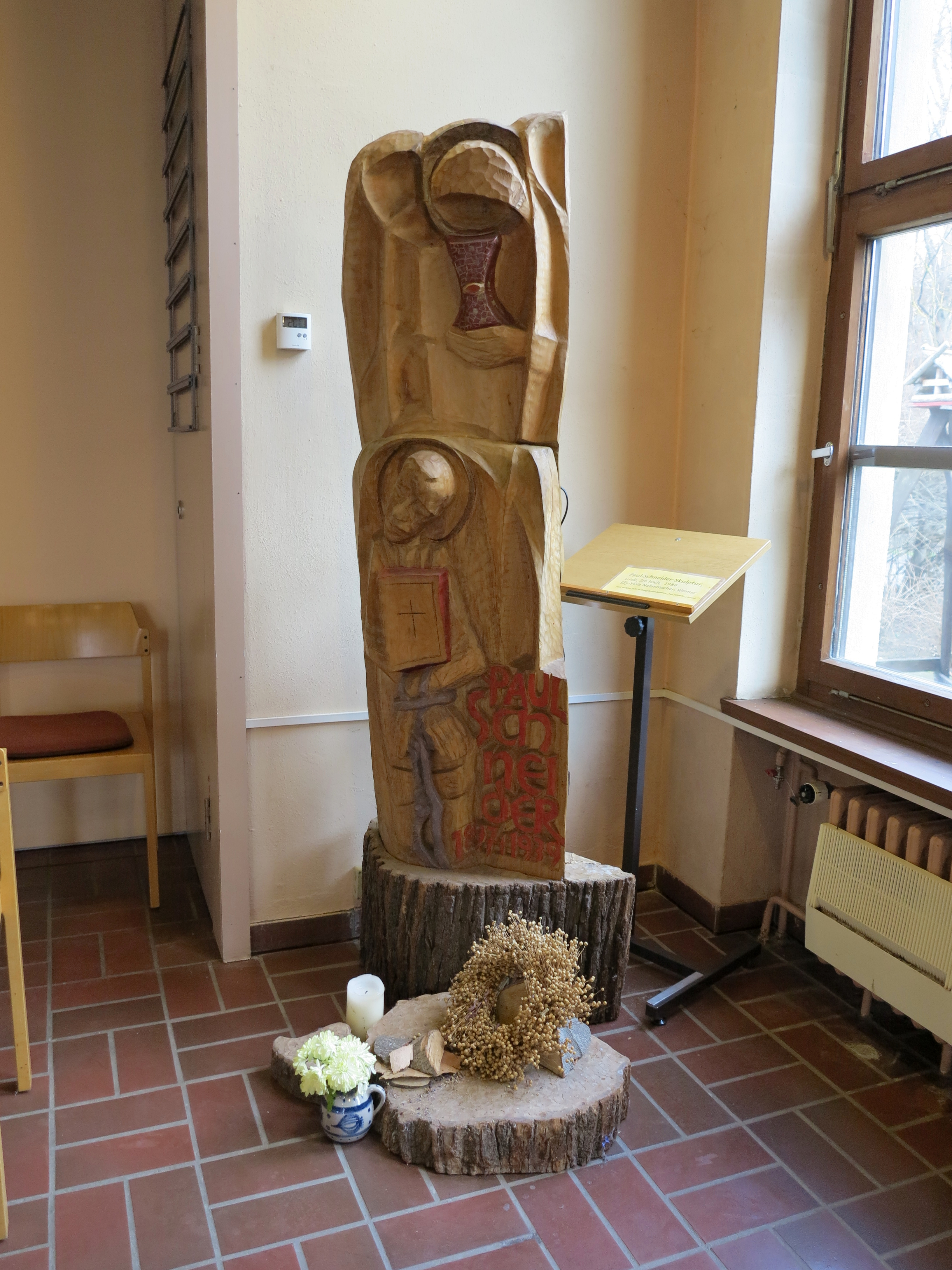
Holzplastik Paul Schneider von Elly-Viola Nahmmacher im Paul-Schneider-Gemeindezentrum

Die Siedlung Weimar-West war ursprünglich ohne Kirche geplant: In der DDR-Zeit sollte der Einfluss der Kirchen in den Plattenbaugebieten möglichst gering gehalten werden. Das DDR-Sonderbauprogramm Kirchen für neue Städte schuf die Möglichkeit, auch dort eine Kirche zu bauen. Am 21. Juni 1986, acht Jahre nach Beginn der Entstehung des Stadtteils Weimar-West als größtes Neubaugebiet der Stadt, wurde der Grundstein gelegt. Die Initiative dazu war von Pfarrer Otto Senf (1933–2024) ausgegangen; er betreute von 1974 bis 1988 den Gemeindebezirk in Weimar Nord, der damals zur Jakobskirche gehörte. Es entstand ein Gebäude, bei dem sich Kirche und Gemeinderäume unter einem Dach vereinen und durch verschiebbare Wände variabel nutzbar sind. Als Standort wurde das Areal einer ehemaligen Kaserne neben dem Wald Rabenwäldchen und dem Bahnübergang am Haltepunkt Weimar-West der Bahnstrecke Weimar–Kranichfeld gewählt. Der Architekt war Rainer Pagel. Am 22. Oktober 1988 fand die Einweihung statt. Pfarrer Paul Schneider, dessen Name das Gemeindezentrum trägt, ist – vor allem in der Bezeichnung als „Prediger von Buchenwald“ – als Widerstandskämpfer gegen den Nationalsozialismus bekannt geworden. Vier große Wandmalereien in den Farben des Kirchenjahres, das Altarkreuz und eine Skulptur der Holzbildhauerin Elly-Viola Nahmmacher beziehen sich auf sein Schicksal. Bei der Einweihung des Gebäudes waren Margarete Schneider, die Ehefrau Paul Schneiders, sowie ihre gemeinsamen Söhne Adolf und Ernst anwesend. Die Einweihung führte Landesbischof Werner Leich durch.
Im Paul-Schneider-Gemeindezentrum fand am 18. April 1990 der erste „Runde Tisch Thüringens“ bei Landesbischof Werner Leich statt. Im Jahre 1997 wurde im Paul-Schneider-Zentrum die Pfarrer-Paul-Schneider-Gesellschaft e.V. gegründet, bei der ebenfalls die Witwe Margarete Schneider zugegen war. Ein Jahr später wurde neben dem Gemeindehaus ein Glockenturm errichtet, der bereits zu DDR-Zeiten geplant, aber nicht genehmigt worden war. Im Gemeindehaus finden Veranstaltungen der Kirchengemeinde, der Kinder- und Jugendarbeit und verschiedene diakonische Aktivitäten statt. Im Garten befindet sich ein Denkmal für Paul Schneider. Seit 2011 gibt es im Gemeindezentrum eine Escola für Jugendliche mit einer Capoeira-Gruppe.
Die Gemeinde fusionierte 2006 mit denen der  Dörfer Gaberndorf, Tröbsdorf und Daasdorf (allesamt am Fuß des Ettersbergs gelegen).